# Grotte de Saint-Marcel
La grotte de Saint-Marcel est une grotte classée depuis 1934 pour ses spéléothèmes et ses gisements préhistoriques. Elle est située à Bidon, en Ardèche, à la limite avec le Gard. Elle présente un développement total supérieur à 57 km, dont une petite partie est ouverte aux visites touristiques. Elle a livré des vestiges lithiques moustériens.

## Localisation
La grotte de Saint-Marcel est située à l’entrée des gorges de l'Ardèche, sur le territoire de la commune de Bidon, dans le département de l'Ardèche, en région Rhône-Alpes. Cependant, la grotte appartient à la commune voisine de Saint-Marcel-d'Ardèche, à la suite d'une donation de terrains faite en 1228 par Dame Vierne de Baladun « aux seigneurs de cette cité, à leurs chevaliers et à leurs hommes »,.

## Historique

### Bref historique
L'entrée naturelle de la grotte fut découverte en 1838 par un chasseur d’Aiguèze à la poursuite de son gibier, utilisant la technique du furet.
Il fallut attendre cinquante ans pour qu’Édouard-Alfred Martel, considéré comme le fondateur de la spéléologie moderne, consacre un chapitre entier à la grotte dans son livre « Les Abîmes », publié en 1894, qui contenait une description complète et détaillée des parties alors connues de la cavité.
Robert de Joly, découvreur de l’aven d'Orgnac, y mena par la suite plusieurs campagnes de fouilles dans les années 1930, puis 1940.
Dans les années 1960, des équipes de spéléologues belges, ardéchois et stéphanois (Spéléo Groupe Forez) ont poursuivi les explorations. À partir des années 1980, les plongeurs ont pris le relais.

### L'histoire  ancienne de la grotte
Entre 90000 ans et 1000 ans avant notre ère, la grotte était occupée épisodiquement par les hommes de la préhistoire.
La période moustérienne a révélé les premières traces d’une présence humaine au sein de la grotte.
Après cette période moustérienne, selon les fouilles de Réné Gilles entreprises en 1971, aucune trace de l’occupation de la grotte par l’homme n’a été révélée durant tout le paléolithique supérieur.  
Ultérieurement et jusqu’à l’âge de bronze, des fouilles plus récentes ont mis en exergue plusieurs phases d’occupation du néolithique ancien (ou cardial). En effet, les paysans de l’époque ont installé à l’intérieur de la grotte une bergerie, puis un entrepôt de céréales. De plus, ils ont également construit un dolmen et un menhir à proximité de la grotte.
Après l’âge du Bronze, les hommes vraisemblablement, n'ont plus occupé la grotte, et l'entrée de cette dernière a été obstruée.

### L'histoire contemporaine de la grotte
En octobre 1836, un chasseur d’Aiguèze alors à la recherche d’un lapin blessé, suit ses traces et s’aventure dans la grotte.
Puis, en juillet 1838, le chasseur revient sur les lieux avec des amis dans le but explorer le trou, muni cette fois de torches. Au retour de leur exploration de la cavité, ils décrivent la grandeur de la cavité et la variété des concrétions.
De 1838 à 1870, la grotte est alors nommée selon des vocables variés : grottes du Bois Cayrelenc, grottes de Saint-Martin d’Ardèche, grottes du Grand Louret, puis grottes des Pendants de l’Ardèche.
Par un arrêté d'octobre 1838, le Marquis de Bernis, alors maire de l’époque, décide d’organiser deux visites par semaine, dans le but de faire cesser les pillages et de protéger la grotte. Ces visites ont lieu sous conditions strictes puisqu'elles doivent être menées par un guide agréé par la mairie et obéir à 3 interdictions : interdiction d’entrer dans la grotte avec un sac une torche ou un feux de Bengale, 6 personnes maximum par visite, interdiction pour les bateliers et voituriers qui amènent les visiteurs d’y entrer.
À partir des années 1870-1880, la cavité est désignée pour la première fois « grottes de Saint-Marcel ».
Puis l’exploitation touristique de la grotte est mise temporairement en sommeil.
En 1882, la grotte est de nouveau ouverte aux touristes, et des travaux importants sont engagés afin de faciliter l’accès à la grotte.
La Première Guerre mondiale arrête soudainement l’activité touristique.
En 1920, la grotte ré-ouvre.
Le 26 juin 1934, il a été décidé que le Syndicat d’Initiative de Saint-Marcel et de la Basse Ardèche se charge dorénavant de l’exploitation de la grotte dès 1ᵉʳ janvier 1935, et une redevance de 1 franc par visiteur est fixée. Puis, il est envisagé de moderniser l’exploitation de la grotte à l’aide de sommes importantes.
Mais la crise et la Seconde Guerre mondiale interrompent ce projet de modernisation de la grotte. Dès le début des années 1930, l’exploration du réseau par Robert de Joly reprend. Ce dernier explique à l’armée que le réseau de Saint-Marcel pourrait servir d'abri et de stockage de munitions. Alors, l’armée perce le bouchon de la grotte à l’explosif, ce qui permet l'accès à de nouvelles galeries. Dès lors, la topographie est augmentée à 3 260 mètres. Puis, le projet militaire est abandonné.
En 1962, dans le but de rendre accessible la grotte au tourisme de masse grandissant, sont construits un ponton sur l’Ardèche entre Sauze et les grottes et la Route Touristique des Gorges.
Dans les années 1980, la municipalité de Saint-Marcel s’engage résolument en faveur de l’ouverture de la grotte au grand public. En en ce but, d’importants travaux sont menés : mise en place du premier spectacle avec jeu de lumières, fermeture du porche d’Entrée naturelle percement d’un tunnel d'accès de 122 mètres de long et sécurisation des zones à intérêt archéologique, etc.
À partir du 27 mai 1989, la grotte est officiellement ouverte à la visite touristique.
Depuis 2012, les grottes ont ôté leur « S » et se dénomment « grotte de Saint-Marcel ».
Aujourd’hui, la grotte reçoit plus de 60 000 visiteurs d’avril à novembre, et plus de 62 km de galeries, fossiles et noyées, ont été topographiées. De plus, elle jouit d’une renommée mondiale.

## Géologie
La cavité s'ouvre dans les calcaires du Crétacé.
La grotte a été creusée per ascensum à la fin du Miocène, lors de la crise de salinité messinienne.

## Spéléologie
En 2004, le développement connu était de 56 160 mètres. En 2015, le réseau connu mesurait plus de 57 km, dont 18 km de galeries noyées. Le dénivelé est de 325 m (-150 m et +175 m).
Les nombreuses galeries sont assorties de plusieurs cavités (sept connues actuellement), reliées entre elles par plusieurs séries de puits. La jonction entre l'aven de Noël (Bidon, Ardèche) et la grotte de Saint-Marcel s'est effectuée avec le Réseau V, dans la galerie des Captures située post siphon.
Le travail de membres de l'Association de Recherche Spéléologique et de Protection de l'aven de Noël (ARSPAN), à Bidon, et du Groupement Associatif des Spéléos d'Orgnac, Issirac, Labastide (Club GASOIL), à Orgnac-l'Aven, commencé lors du camp de l’ARSPAN fin octobre 2019, a permis de découvrir 160 mètres de galerie en première et de rendre cette jonction effective. Le Réseau V, en grande partie noyé, avait été découvert et topographié « post siphon » par le club AVENS.
En 2020, l’exploration est toujours en cours depuis l’aven de Noël et se poursuit sous l’égide de l’ARSPAN. Cette jonction permet au réseau de dépasser les 64 km de développement . En juin 2020, une nouvelle salle, nommée « salle du Déconfinement » est découverte.

## Vestiges
La grotte abrite :
- plusieurs gisements préhistoriques qui ont livré plusieurs milliers d'outils lithiques du Moustérien[11] ;
- une peinture rupestre au sein de la cavité de la Tête du Lion (fermée au public), vieille de près de 20 000 ans et découverte en 1963. Cette peinture représente un bovidé dessiné à l’ocre rouge, surplombé de ponctuations et de deux têtes de cervidés. Elle fut la première à être datée grâce à la présence de charbons de bois provenant des torches utilisées par l’artiste[2].

## Visites
Dès 1870, la commune organise des visites pour les touristes, mais, en raison des difficultés d'accès, leur nombre reste limité.
À partir de 1962, la construction de la route touristique des gorges de l'Ardèche va favoriser l'arrivée des visiteurs à la grotte.
En 1988, dans le respect des contraintes environnementales (le site se trouve dans la réserve naturelle nationale des gorges de l'Ardèche, classée en 1980), des travaux sont effectués afin de créer l’actuel tunnel conduisant à la partie la plus spectaculaire d'un point de vue touristique. La grotte est rouverte au public le 27 mai 1989.
La partie aménagée de la grotte de Saint-Marcel visitable par les touristes ne correspond qu'à un parcours de 600 mètres environ.
Durant la visite, il y a 416 marches, ce qui fait 832 marches au total.

## Protection
En 1934, la grotte est classée au titre des monuments historiques et patrimoine naturel national,. La même année, la grotte est inscrite « parmi les sites et monuments naturels de caractère historique, scientifique, légendaire ou pittoresque ».
Depuis le 15 janvier 1943, elle se trouve en zone protégée au titre de site naturel inscrit.

## Divers
Une expérience de vieillissement du vin dans la grotte est engagée par quelques vignerons de la commune pour comparer avec les mêmes vins vieillis en cave. Des dégustations sont alors proposées aux touristes.